# 알라 체르카소바
알라 코스탼티니우나 체르카소바(우크라이나어: Алла Костянтинівна Черкасова, 1989년 5월 5일~)는 우크라이나의 레슬링 선수이다. 2020년 하계 올림픽에서 여자 라이트헤비급 부문 동메달을 획득했으며 세계 레슬링 선수권 대회에서 금메달 1개, 동메달 1개를 획득했다.